# Psychomyia morsei
Psychomyia morsei är en nattsländeart som beskrevs av Schmid 1997. Psychomyia morsei ingår i släktet Psychomyia och familjen tunnelnattsländor. Inga underarter finns listade i Catalogue of Life.